# Estación El Trébol (MIO)
El Trébol es una estación del Sistema Integrado de Transporte MIO, de la ciudad colombiana de Cali.

## Ubicación
Se encuentra ubicada en el oriente de la ciudad, en la carrera 15 con calle 58, cerca de la autopista Suroriental y a la empresa de alcantarillado de Emcali. La estación tiene un vagón de transferencia y una sola vía de acceso peatonal semaforizado por la calle 58.
Su pictograma es el de un trébol de tres hojas del tipo shamrock.

## Servicios de la estación

### Rutas troncales
| Ruta | Estación Origen                    | Estación Destino             | Sentido (N/S) |
| ---- | ---------------------------------- | ---------------------------- | ------------- |
| T40  | Terminal Andrés Sanín Cl 73 Cra 19 | Centro                       | Ambos         |
| T47B | Terminal Andrés Sanín Cl 73 Cra 19 | Unidad Deportiva Cl 5 Cra 52 | Ambos         |
| T52  | Terminal Aguablanca Cra 28D Cl 96  | Terminal Menga Av 3N Cl 70N  | Ambos         |

### Rutas pretroncales
| Ruta | Origen                      | Trayecto                     | Destino                |
| ---- | --------------------------- | ---------------------------- | ---------------------- |
| P21C | Terminal Menga Av 3N Cl 70N | Cl 70 - Autopista Sur - Cl 5 | Buitrera Cra 100 Cl 11 |

### Rutas circulares
| Ruta | Origen                             | Trayecto | Destino                            |
| ---- | ---------------------------------- | --- | ---------------------------------- |
| C417 | Terminal Andrés Sanín Cl 73 Cra 19 | Transversal 103 - Terminal Aguablanca - Av. Ciudad de Cali - Cra 99 - Universidades - Unidad Deportiva - Cra 15 | Terminal Andrés Sanín Cl 73 Cra 19 |
| C471 | Terminal Andrés Sanín Cl 73 Cra 19 | Cra 15 - Unidad Deportiva - Universidades - Cra 99 - Av. Ciudad de Cali - Terminal Aguablanca - Transversal 103 | Terminal Andrés Sanín Cl 73 Cra 19 |

- Datos: Q112575438